# Procedencia
«Provenance» es el noveno episodio de la novena temporada de la serie de televisión estadounidense de ciencia ficción The X-Files. Se estrenó en la cadena Fox el 3 de marzo de 2002. El episodio fue escrito por el creador de la serie Chris Carter y el productor ejecutivo Frank Spotnitz, y dirigido por Kim Manners. «Provenance» ayuda a explorar la mitología general de la serie. El episodio recibió una calificación Nielsen de 5,5 y fue visto por 5,8 millones de hogares y 9,7 millones de espectadores. Recibió críticas mixtas a positivas de los críticos.
El programa se centra en agentes especiales del FBI que trabajan en casos vinculados a lo paranormal, llamados expedientes X; esta temporada se centra en las investigaciones de John Doggett (Robert Patrick), Mónica Reyes (Annabeth Gish) y Dana Scully (Gillian Anderson). En este episodio, cuando resurgen fragmentos de una nave espacial, el FBI oculta su investigación a los expedientes X. Mientras tanto, Scully se ve obligada a tomar medidas drásticas cuando descubre una amenaza para William.
«Provenance» presentó al personaje del Hombre mondadientes, interpretado por Alan Dale. Este personaje se convirtió en el líder del Nuevo sindicato y trabajó dentro del FBI durante la novena temporada del programa. El episodio hace referencia a calcos de una nave espacial extraterrestre, una continuación directa de las tramas del final de la sexta temporada «Biogenesis» y el inicio de la séptima temporada «The Sixth Extinction».

## Argumento
Se encuentran calcos navajo en la cartera de un motociclista que tuvo un accidente al intentar cruzar la frontera entre Estados Unidos y Canadá. Dana Scully (Gillian Anderson) es llamada a una reunión con Alvin Kersh (James Pickens Jr.), Walter Skinner (Mitch Pileggi), Brad Follmer (Cary Elwes) y algunos hombres desconocidos. Se le muestra una copia de los calcos y se le pregunta si puede identificarlos. Después de la reunión, Scully explica a John Doggett (Robert Patrick) y Mónica Reyes (Annabeth Gish) que los calcos son similares a los que encontró en una nave espacial destrozada en Costa de Marfil tres años antes. Mientras tanto, el motociclista usa un artefacto extraterrestre que comienza a curar las heridas de su accidente.
Mientras tanto, en Alberta, se está excavando una nave espacial derribada bajo la dirección de Josepho, el líder de un culto ovni. En el FBI, Doggett irrumpe en la oficina de Skinner y roba los calcos, junto con un archivo personal del FBI que pertenece al agente Robert Comer (Neal McDonough), el motociclista. Reyes revela que los calcos de Comer no coinciden con los de África, lo que sugiere la existencia de una segunda nave. Mientras tanto, Comer roba un camión, va al apartamento de Scully, domina a Margaret Scully (Sheila Larken) y se encierra en la habitación de William. Scully llega y, después de una lucha, se ve obligada a dispararle a Comer cuando intenta asfixiar al bebé.
Comer, herido de muerte, le dice a Scully que William «debe morir». Scully busca en su chaqueta y descubre el artefacto. Más tarde, en Calgary, una de las cultistas, una mujer de abrigo, ve un titular de periódico sobre el tiroteo de Comer; ella corre al sitio de excavación e informa a Josepho. En Washington, Kersh admite ante Scully y Doggett que Comer se había infiltrado de incógnito en la secta de Josepho y revela que era un exmilitar estadounidense. Kersh explica que Comer recibió la tarea de investigar una serie de amenazas de muerte contra Fox Mulder (David Duchovny).
Mientras Reyes lleva a William de regreso al departamento de Scully, el artefacto de Comer vuela sobre William y se cierne sobre su cabeza. Scully, al darse cuenta de que algo anda mal, planea llevar a William a un lugar seguro. Al mismo tiempo, Doggett nota que la mujer del abrigo los observa cerca. Mientras Scully y Reyes se alejan, Doggett se enfrenta a la mujer a punta de pistola, pero ella lo atropella. Scully pone a William bajo el cuidado de los pistoleros solitarios, pero pronto son emboscados por la mujer de abrigo. Al encontrar a Doggett herido, Scully rápidamente regresa con los pistoleros solitarios, consciente de que alguien está detrás de su hijo. Con Melvin Frohike (Tom Braidwood) y Richard Langly (Dean Haglund) incapacitados, la mujer abre la puerta trasera de la camioneta para encontrar a John Fitzgerald Byers (Bruce Harwood) sosteniendo a William. La mujer pone una pistola en la cabeza de Byers.

## Producción

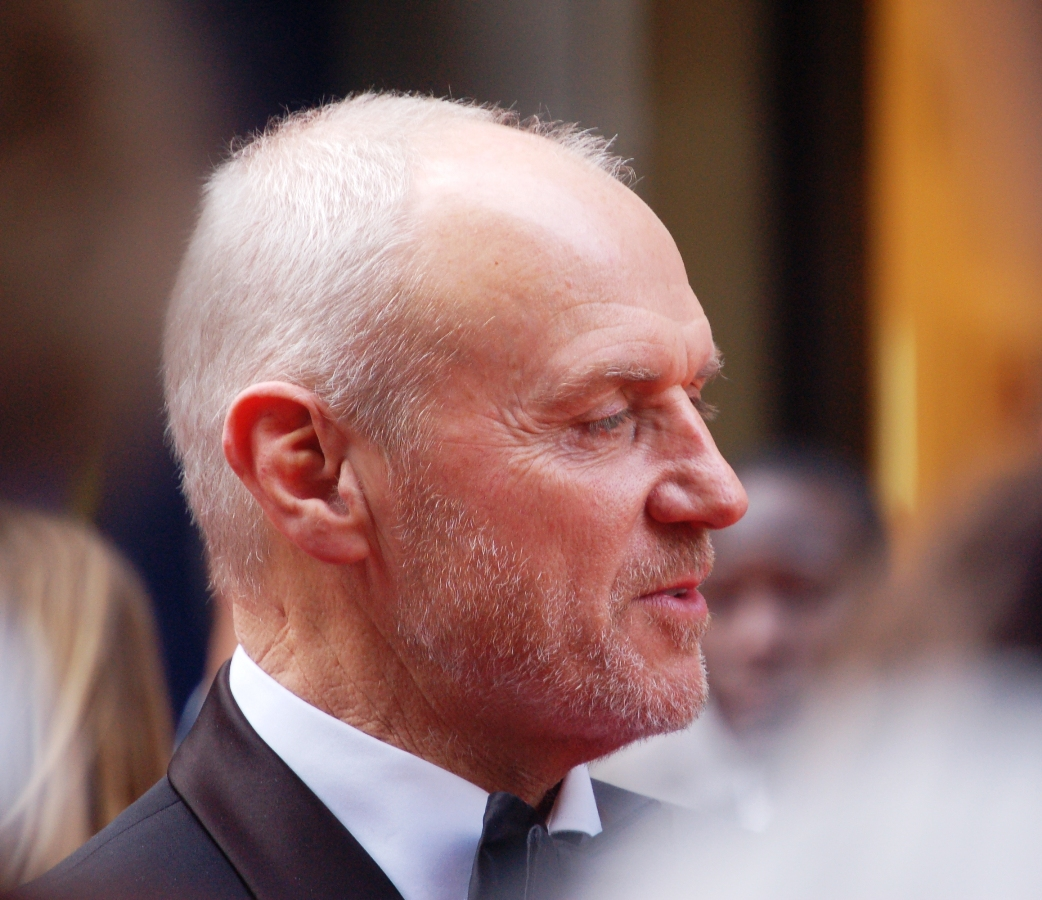
El episodio marcó la primera aparición de Alan Dale como el Hombre mondadientes.

«Provenance» fue escrito por el creador de la serie Chris Carter y el productor ejecutivo Frank Spotnitz, y dirigido por Kim Manners. Manners estaba muy satisfecho con la actuación de Anderson en el episodio y luego dijo que su actuación «fue muy sexual». Explicó aún más: «Hay un ardor dentro de ella que realmente se refleja en la pantalla. Realmente es brillante y aporta mucho; la cámara la ama». Una muy pequeña parte del episodio se basó en la teoría de los antiguos astronautas; una teoría que propone que seres extraterrestres inteligentes han visitado la Tierra en la antigüedad o la prehistoria y se puso en contacto con los humanos. Los temas habían sido visitados, en mayor medida, previamente en el arco argumental «Biogenesis»/«The Sixth Extinction»/«Amor Fati».
El episodio marcó la primera aparición de Alan Dale como el Hombre mondadientes, el líder del Nuevo sindicato que trabaja dentro del FBI. Una entrevista con Digital Spy lo describió como «efectivamente [adentrándose] en la silla manchada de nicotina del difunto fumador (William B. Davis) como el jefe de un nuevo sindicato turbio, aunque más tarde fue expuesto como un extraterrestre». Laura Leigh Hughes hace su tercera y última aparición como asistente de Kersh. Anteriormente había aparecido en los episodios de la sexta temporada «Triangle» y «Dreamland».
Las escenas en Calgary en realidad se rodaron en la parte trasera del lote de Universal Studios en Los Ángeles. Para convertir el paisaje urbano de Los Ángeles en el de Calgary, Mat Beck creó un mate de la toma; luego se eliminaron los edificios de fondo. Se superpuso una toma separada de Calgary en el fondo y las escenas se compusieron en la edición de posproducción.

## Emisión y recepción
«Provenance» se estrenó por primera vez en la cadena Fox en los Estados Unidos el 3 de marzo de 2002. El episodio obtuvo una calificación domëstica Nielsen de 5,5, lo que significa que fue visto por el 5,5% de los hogares estimados de la nación y fue visto por 5,8 millones de hogares. «Provenance» fue visto por 9,7 millones de espectadores  y fue el 61.er episodio de televisión más visto que se emitió durante la semana que finalizó el 3 de marzo. «Provenance» se incluyó más tarde en The X-Files Mythology, Volume 4 - Super Soldiers, una colección de DVD que contiene entregas relacionadas con la saga de los «supersoldados» extraterrestres.
«Provenance» recibió críticas mixtas a positivas de los críticos de televisión. Jessica Morgan de Television Without Pity otorgó al episodio una calificación A−. John Keegan de Critical Myth le dio al episodio una crítica muy positiva y le otorgó un 9 sobre 10. Escribió: «En general, este fue un episodio poderosamente intenso con mucha caracterización fuerte y vínculos con la continuidad anterior. En resumen, este episodio tuvo algo para todos. Solo espero que el próximo episodio logre estar a la altura de este comienzo». Jeffrey Robinson de DVD Talk concluyó que «Provenance», junto con su continuación «Providence», «hace un trabajo bastante bueno sin incluir a Duchovny» debido a su adhesión a «la trama principal de la serie [sobre] las conspiraciones del gobierno».
Otras críticas fueron más negativas. Robert Shearman y Lars Pearson, en su libro Wanting to Believe: A Critical Guide to The X-Files, Millennium & The Lone Gunmen, calificaron el episodio con una estrella de cinco. Los dos notaron que Anderson estaba constantemente interpretando a «una madre que siempre está llorando, gritando o luciendo miserable» en el episodio. Escribieron que los «personajes del episodio ya no tienen sentido» y que la trama «ha sido tan necesaria para bailar a través de los pequeños aros de la conspiración que ya no hay consistencia». Además, Shearman y Pearson criticaron la idea de sugerir que Mulder murió en el episodio, debido al hecho de que Carter anunció que Duchovny regresaría para el final de la serie. M.A. Crang, en su libro Denying the Truth: Revisiting The X-Files after 9/11, criticó la trama del episodio, diciendo que «arroja muchos elementos que hemos visto que la serie hace mejor en otros lugares... con la esperanza de que algo se mantenga».